# Bezirk Łańcut
Bezirk Łańcut – dawny powiat (Bezirk) kraju koronnego Królestwo Galicji i Lodomerii, funkcjonujący w latach 1854–1867. Siedzibą starostwa było miasto Łańcut.

## Historia
Bezirk Łańcut utworzono w ramach reformy uwłaszczeniowej z okresu Wiosny Ludów (1848–1849), która likwidowała jurysdykcję właściciela ziemskiego nad poddanymi. W Galicji, dominium – jako podstawowa jednostka administracyjna i filar systemu feudalnego straciło rację bytu. Konieczne stało się zatem wprowadzenie nowego systemu administracyjnego, którego zręby powstały w latach 1851–1855. Nowy trójstopniowy podział administracyjny objął 21 cyrkułów (niem. Kreise), 179 małych powiatów (niem. Bezirke) i ponad 6000 gmin (niem. Gemeinde). 
Bezirk Łańcut objął obszar o wielkości 5,8 mil², zamieszkany przez 29.794 ludzi i podzielony na 28 gmin katastralnych, w tym jedno miasto (Łańcut) i jedno miasteczko (Żołynia). Wszedł w skład cyrkułu rzeszowskiego, jako jeden z jego jedenastu powiatów.
Po nadaniu Galicji autonomii oraz powołaniu samorządu gminnego i powiatowego w 1865 zlikwidowano cyrkuły (Kreise). Dotychczasowe małe powiaty (Bezirke) w liczbie 179, utrzymały się do 1867 roku, kiedy to w następstwie kolejnej reformy administracyjnej (23 stycznia 1867) zostały zastąpione przez 74 większych powiatów. Obszar zniesionego Bezirk Łańcut wszedł wtedy w całości w skład nowego powiatu łańcuckiego.

## Podział administracyjny (1854)
| Lp. | Gmina jednostkowa                          | Powierzchnia | Ludność | Powiat w 1867 po zniesieniu |
| --- | ------------------------------------------ | ------------ | ------- | --------------------------- |
| 1   | Łańcut (M)                                 | 1276         | 2556    | łańcucki                    |
| 2   | Łańcut Dorf (vel Przedmieście)             | 967          | 631     | łańcucki                    |
| 3   | Budy Łańcuckie                             | 2708         | 1392    | łańcucki                    |
| 4   | Dąbrówki                                   | 1250         | 449     | łańcucki                    |
| 5   | Wola Bliższa (vel Wola Mała)               | 1105         | 339     | łańcucki                    |
| 6   | Wola Dalsza (vel Wola Wielka)              | 1116         | 648     | łańcucki                    |
| 7   | Podzwierzyniec                             | 958          | 387     | łańcucki                    |
| 8   | Smolarzyny                                 | 1291         | 488     | łańcucki                    |
| 9   | Zalesie (vel Nowawieś)                     | 1592         | 404     | łańcucki                    |
| 10  | Czarna z Kołkami                           | 2707         | 1227    | łańcucki                    |
| 11  | Dębina                                     | 1305         | 571     | łańcucki                    |
| 12  | Głuchów                                    | 1265         | 775     | łańcucki                    |
| 13  | Krzemienica                                | 2927         | 952     | łańcucki                    |
| 14  | Sonina                                     | 1473         | 986     | łańcucki                    |
| 15  | Strażów                                    | 915          | 334     | łańcucki                    |
| 16  | Brzoza Stadnicka                           | 4850         | 1800    | łańcucki                    |
| 17  | Żołynia (m), Żołynia Górna i Żołynia Dolna | 6773         | 3700    | łańcucki                    |
| 18  | Żołynia Dorf z Lubomirzem                  | 6773         | 1201    | łańcucki                    |
| 19  | Medynia (Głogowska)                        | 1334         | 1668    | łańcucki                    |
| 20  | Medynia Łańcucka                           | 715          | 1668    | łańcucki                    |
| 21  | Węgliska                                   | 883          | 477     | łańcucki                    |
| 22  | Rakszawa                                   | 7187         | 3184    | łańcucki                    |
| 23  | Białobrzegi                                | 2680         | 1665    | łańcucki                    |
| 24  | Wysoka                                     | 2113         | 967     | łańcucki                    |
| 25  | Zmysłówka                                  | 2934         | 381     | łańcucki                    |
| 26  | Korniaktów                                 | 1513         | 791     | łańcucki                    |
| 27  | Kosina                                     | 3570         | 1434    | łańcucki                    |
| 28  | Rogóżno                                    | 814          | 387     | łańcucki                    |

Objaśnienie:
(M) = miasto; (m) = miasteczko